# Lista odcinków serialu Oddział specjalny
Poniżej przedstawiona jest lista wszystkich odcinków serialu Oddział specjalny, emitowanego na kanale Disney XD od 29 marca 2014 roku.

## Odcinki
| Seria | Seria | Odcinki | Oryginalna emisja    | Oryginalna emisja | Oryginalna emisja | Oryginalna emisja |
| Seria | Seria | Odcinki | Premiera serii       | Finał serii       | Premiera serii    | Finał serii       |
| ----- | ----- | ------- | -------------------- | ----------------- | ----------------- | ----------------- |
|       | 1     | 26      | 7 października 2013  | 15 września 2014  | 29 marca 2014     | 28 lutego 2015    |
|       | 2     | 22      | 20 października 2014 | 9 września 2015   | 27 kwietnia 2015  | 22 lutego 2016    |

### Sezon 1: 2013–2014
- Ten sezon zawiera 26 odcinków.
- Bradley Steven Perry, Jake Short i Paris Berelc są obecni we wszystkich odcinkach.
- Devan Leos jest nieobecny w 6 odcinkach.

| 1-2 | Saving the People Who Save People        | Ratując ludzi, którzy ratują ludzi              | Eric Dean Seaton | Jim Bernstein Andy Schwartz         | 7 października 2013  | 29 marca 2014       | 101 102 |
| Dwójka najlepszych przyjaciół, Kaz i Oliver są fanami komiksów i gier wideo o superbohaterach. Pewnego dnia trafiają do szpitala. Kaz dostrzega faceta podobnego do jednego z superbohaterów i postanawia za nim iść. Trafiają do Oddziału Specjalnego, gdzie leczeni są superbohaterowie. Kaz i Oliver dzięki swojej wiedzy ratują superbohatera, przez co zostają zatrudnieni w szpitalu mimo iż są normalsami. Gdy do szpitala zostaje przywieziony Tecton, jeden z najwspanialszych bohaterów na świecie Kaz chcąc mu pomóc jeszcze bardziej mu szkodzi. Kaz i Oliver starają się ukryć to, że Kaz pogorszył stan Tectona. Alan widząc to zawiadamia wszystkich. Horacy jest zły na chłopaków. Gdy Tecton już ma umierać Kaz i Oliver ratują go. W telewizji pojawia się wiadomość, że normalsi pracują w Oddziale specjalnym. Okazuje się, że to Alan powiedział. Wkrótce w Oddziale zjawia się Megaherc i chce zniszczyć Tectona. Kaz, Oliver i Skylar stają z nim do walki. Ostatecznie Tecton staje na nogi i pokonuje Megaherca. Gościnnie: Carlos Lacamara jako Horace Diaz, Augie Isaac jako Gus, Cozi Zuehlsdorff jako Jordan, Randy i Jason Sklar jako Wallace i Clyde, Karan Soni jako Benny, Jilon VanOve jako Tecton, James Ryen jako Megaherc, Angela Martinez jako Reporterka |                                          |                                                 |                  |                                     |                      |                     |         |
| 3 | Frighty Med                              | Straszny szpital                                | Eric Dean Seaton | Vincent Brown                       | 14 października 2013 | 5 kwietnia 2014     | 103     |
| Horace każe Kazowi i Skylar nie otwierać drzwi zagłady. Ci i tak postanawiają to zrobić. Kiedy są już zmęczeni bo nie mogą ich znaleźć Kaz otwiera lodówkę. Tam znajduje figurkę Mózgowca. Ku ich zdziwieniu figurka powiększa się, a Mózgowiec zamienia się w potwora, który chce zniszczyć szpital. Tymczasem po tym jak ojciec Olivera był ciekawy co ten robi po szkole, chłopak mówi mu, że wystawia sztukę w teatrze by chronić sekret Oddziału. Gościnnie: Carlos Lacámara jako Horace Diaz, Augie Isaac jako Gus, Cozi Zuehlsdorff jako Jordan, Napoleon Ryan jako Mózgowiec, Troy Brenna jako potwór Mózgowiec |                                          |                                                 |                  |                                     |                      |                     |         |
| 4 | I, Normo                                 | Ja, normals                                     | Eric Dean Seaton | Clayton Sakoda Ian Weinreich        | 21 października 2013 | 12 kwietnia 2014    | 104     |
| Kaz zakochuje się w najpopularniejszej dziewczynie w szkole, która nie jest nim zainteresowana. By ta czuła się zazdrosna, Kaz zaprasza na bal Skylar, jednak by nikt nie poznał w niej superbohaterki, każe jej zmienić imię na Connie Valentine i udawać normalsa. Tymczasem Alan stara się wyleczyć superbohatera z amnezji. Gościnnie: Augie Isaac jako Gus, Carlos Lacamara jako Horace Diza, Brooke Sorenson jako Stefanie, Chris Elwood jako Titanio |                                          |                                                 |                  |                                     |                      |                     |         |
| 5 | Sm’oliver’s Travels                      | Podróże Mini-Olivera                            | Jon Rosenbaum    | Mark Jordan Legan                   | 28 października 2013 | 19 kwietnia 2014    | 105     |
| Kaz jest zazdrosny, gdy Oliver po uratowaniu życia psu Stefanie zostaje zaproszony do jej chórku. Problem wynika, gdy Kaz nieumyślnie zmniejsza Olivera wynalazkiem Horacego. Jednak kiedy jeden z superbohaterów jest ranny, Oliver postanawia wejść do niego by sprawdzić co mu dolega. Tymczasem Wallace i Clyde chcąc wytropić Oddział specjalny wsadzają nadajnik GPS do plecaka Kaza, ale Gus zamienia ich plecaki. Gościnnie: Augie Isaac jako Gus, Carlos Lacamara jako Horace Diaz, Randy i Jason Sklar jako Wallace i Clyde, Brooke Sorenson jako Stefanie, Adam Leadbeater jako Micros Nieobecny: Devan Leos jako Alan Diaz |                                          |                                                 |                  |                                     |                      |                     |         |
| 6 | Pranks for Nothing                       | Żarty nie na żarty                              | Jon Rosenbaum    | Clayton Sakoda Ian Weinreich        | 4 listopada 2013     | 26 kwietnia 2014    | 106     |
| Kaz i Oliver ciągle robią wszystkim żarty, a nawet zaciągają Skylar do ich robienia. Kłopot wynika, gdy robią żart Wielkiemu Obrońcy, a ten w zemście zaczyna bardzo szybko obracać szpital. Tymczasem Alan opiekuje się córką superbohatera. Gościnna: Carlos Lacamara jako Horace Diaz, Zoé Hendrix jako Jamie Gość specjalny: Dwight Howard jako Wielki Obrońca |                                          |                                                 |                  |                                     |                      |                     |         |
| 7 | It’s Not the End of the World            | To nie koniec świata                            | Jon Rosenbaum    | Jim Bernstein Andy Schwartz         | 11 listopada 2013    | 3 maja 2014         | 107     |
| Kaz i Oliver poznają brata Horacego Timelina, który potrafi przewidywać przyszłość. Kaz chce się dowiedzieć kilku rzeczy na temat następnego dnia. Timeline przepowiada mu przyszłość, jednak gdy Kaz wie co się będzie dzieło jutro to pierwszy warunek do uwolnienia demonów. Wkrótce jednak spełniają się wszystkie trzy warunki, przez co uwalnia demona. Kaz, Oliver i Skylar próbują z pomocą Timeline pokonać demony. Tymczasem Oliver jest zazdrosny, gdy Skylar zaprzyjaźnia się z Gusem. Gościnnie: Augie Isaac jako Gus, Cozi Zuehlsdorff jako Jordan, Carlos Lacámara jako Timeline, Lauren Burns jako pani Kessler Nieobecny: Devan Leos jako Alan Diaz |                                          |                                                 |                  |                                     |                      |                     |         |
| 8 | Evil Gus                                 | Zły Gus                                         | Jon Rosenbaum    | Stephen Engel                       | 13 stycznia 2014     | 10 maja 2014        | 108     |
| Gus zaraża się wirusem jedząc kanapkę Kaza. Chcąc go wyleczyć Kaz i Oliver zabierają go do Oddziału specjalnego. Podając mu szczepionkę okazuje się, że nie jest ona przeznaczona dla normalsów co powoduje tym, że Gus zamienia się w złoczyńcę, który odbiera moce superbohaterom. Tymczasem Skylar prosi by Horace udawał jej ojca, ale Horacy wkrótce zaczyna na serio udawać ojca Skylar. Gościnnie: Carlos Lacámara jako Horace Diaz, Augie Isaac jako Gus, Lori Alan jako pani Gleason |                                          |                                                 |                  |                                     |                      |                     |         |
| 9 | Alan’s Reign of Terror                   | Rządy terroru Alana                             | Sean Lambert     | Stephen Engel Vincent Brown         | 3 lutego 2014        | 17 maja 2014        | 109     |
| Oliver uważa, że Alan w przyszłości może być złoczyńcą, więc prosi Horacego by dał mu szanse poprowadzić Oddział specjalny. Gdy Horace wyjeżdża Alanowi odbija na punkcie władzy. Tymczasem Kaz walczy na gre video z Wallace’em, w której stawką jest możliwość przychodzenia do domeny. Gościnnie: Randy & Jason Sklar jako Wallace i Clyde, Cozi Zuehlsdorff jako Jordan |                                          |                                                 |                  |                                     |                      |                     |         |
| 10 | So U Think U Can Be a Sidekick           | Ty też możesz zostać pomocnikiem                | Sean Lambert     | Jim Bernstein Mark Jordan Legan     | 10 lutego 2014       | 31 maja 2014        | 110     |
| Oliver zostaje pomocnikiem Tectona, ale ma wykonywać bardzo niebezpieczne zadania. Magahertz porywa Olivera i chce by Tecton do niego przyszedł to wtedy go uwolni. Tecton nie wierzy, gdy Megahertz do niego dzwoni i myśli, że Kaz robi sobie żarty. Tymczasem Alan i Benny postanawiają założyć drużynę superbohaterów. Gościnnie: Karan Soni jako Benny, James Ryen jako Megahertz, Angela Martinez jako reporterka, Jilon VanOver jako Tecton |                                          |                                                 |                  |                                     |                      |                     |         |
| 11 | Lockdown!                                | Alarm!                                          | Sean Lambert     | Stephen Engel Vincent Brown         | 24 lutego 2014       | 5 lipca 2014        | 111     |
| Kaz, Skylar i Gus chcą urządzić imprezę niespodziankę dla Olivera. Gdy Kaz z Oliverem są w Oddziale specjalnym włącza się alarm i Horace zakazuje wychodzenia poza szpital, gdyż bardzo groźny wirus złoczyńca grasuje w okolicy szpitala. Kaz za wszelką cenę chce zaprowadzić Olivera na imprezę i postanawia wyjść przez szyb wentylacyjny. Oliver odciąga go od tego pomysłu. Wirus dostaje się do szpitala przez szyb, który otworzył Kaz. Oliver kłóci się z Kazem, gdyż myśli, że ten tylko myśli o sobie. Wirus opętuje Horacego i innych superbohaterów i postanawia otworzyć portal. Kaz, Oliver i Alan chcą uratować szpital. Tymczasem Wallace chce przekonać Clyde’a do porzucenia zła. Gościnnie: Augie Isaac jako Gus, Carlos Lacamara jako Horace Diaz, Randy & Jason Sklar jako Wallace i Clyde, Patton Oswald jako Ed |                                          |                                                 |                  |                                     |                      |                     |         |
| 12 | All That Kaz                             | Cały ten Kaz                                    | Sean Lambert     | Mark Jordan Legan Andy Schwartz     | 10 marca 2014        | 12 lipca 2014       | 112     |
| Okazuje się, że Kaz jest najbardziej lubianym lekarzem w oddziale specjalnym, a Oliver najmniej. Oliver prosi NeoCortexa by sprawił, że Oliver będzie taki jak Kaz. Problem wynika z tego, gdy Oliver wtedy przez przypadek powoduje utratę przytomności u NeoCortexa. Kiedy jego życie jest zagrożone, Kaz musi znaleźć sposób aby uratować bohatera. Tymczasem kiedy Skylar ma grypę okazuje się, że umie latać. Alan przekonany jest, że w ten sposób pomoże jej odzyskać supermoce, więc chce sprawić by była bardziej chora. Mówi Horace’owi o tym, ze pomógł jej odzyskać supermoce, ale nie mówi w jaki sposób. Horace mówi, że ma nadzieje, że nie przez grypę bo każdy superbohater ma moce gdy jest chory. Gościnnie: Carlos Lacámara jako Horace Diaz, Mike Bradecich jako NeoCortex |                                          |                                                 |                  |                                     |                      |                     |         |
| 13 | The Friend of My Friend is My Enemy      | Przyjaciel mojego przyjaciela jest moim wrogiem | Rich Correll     | Jim Bernstein Andy Schwartz         | 24 marca 2014        | 19 lipca 2014       | 113     |
| Na Ziemię przybywa najlepszy przyjaciel Skylar - Experion. Oliver staje się zazdrosny. Kiedy odkrywa, że Experion pracuje dla Annihilatora i razem chcą zgładzić Skylar mówi jej o tym, ale ta mu nie wierzy. Tymczasem Alan wpada na pomysł by wydać komiks o Oddziale specjalnym, ale Kaz mówi mu, że to zły pomysł bo może narazić Oddział specjalny. Alan bez jego wiedzy postanawia go wydać w domenie. Wallace i Clyde nie chcą kupić komiksu, więc Alan go tam zostawia. Gościnnie: Augie Isaac jako Gus, Randy & Jason Sklar jako Wallace i Clyde, Chase Austin jako Experion |                                          |                                                 |                  |                                     |                      |                     |         |
| 14 | Atomic Blast from the Past               | Atomowe uderzenie z przeszłości                 | Jon Rosenbaum    | Clayton Sakoda Ian Heinrich         | 31 marca 2014        | 26 lipca 2014       | 114     |
| Kaz i Oliver przenoszą w przyszłość superbohatera z lat 50. o nazwie Capitan Atomic. Atomic jest ranny podczas bitwy i jedynym ratunkiem dla niego jest nowa bateria, której już nie produkują, więc Kaz i Oliver cofają się w czasie by go ocalić, jednak w przeszłości są brani za złodziei i Horacy z przeszłości ich więzi. Tymczasem Gus chce zrobić film o Skylar Burzy. Skalar chce wziąć w nim udział jako ona sama, ale Gus wybiera Stefanie. Gościnnie: Carlos Lacámara jako Horace Diaz, Augie Isaac jako Gus, Brooke Sorenson jako Stefanie, Bradley Dodds jako Capitan Atomic, Scott Anthony Leet jako Czarny Sokół |                                          |                                                 |                  |                                     |                      |                     |         |
| 15 | Growing Pains                            | Starość nie radość                              | Jon Rosenbaum    | Stephen Engel Mark Jordan Legan     | 7 kwietnia 2014      | 2 sierpnia 2014     | 117     |
| Oliver jest w pobliżu promienia Mózgowca co powoduje, że zamienia się w 4 latka, a potem bardzo szybko zaczyna się starzeć. Kaz chce to naprawić. Tymczasem Alan odkrywa nową supermoc. Gościnnie: Carlos Lacámara jako Horace Diaz, Napoleon Ryan jako Mózgowiec, Jeremy Howard jako Phillip, Kurt Ella jako Bryan, Luke Judy jako 4-letni Oliver, Corey Sorenson jako dorosły Oliver, Porter Fowler jako stary Oliver |                                          |                                                 |                  |                                     |                      |                     |         |
| 16 | Night of the Living Nightmare            | Nocny koszmar na jawie                          | Adam Weissman    | Vincent Brown Mark Jordan Legan     | 14 kwietnia 2014     | 6 września 2014     | 121     |
| Podczas zaćmienia księżyca Kaz zasypia w szpitalu i okazuje się, że jeśli zginie we śnie to się nigdy nie obudzi. Oliver wkracza do jego snu by go ocalić. Tymczasem Skylar chce by Jordan ją lubiła. Gościnnie: Carlos Lacámara jako Horace Diaz, Cozi Zuehlsdorff jako Jordan, Randy & Jason Sklar jako Wallace i Clyde, Mike Bradecich jako NeoCortex, Jeremy Howard jako Phillip, James Ryen jako Megahertz, Kurt Ella jako Bryan Nieobecny: Devan Leos jako Alan Diaz |                                          |                                                 |                  |                                     |                      |                     |         |
| 17 | Mighty Mad                               | Doktor Gniew atakuje                            | Danny J. Boyle   | Stephen Engel Mark Jordan Legan     | 21 kwietnia 2014     | 13 września 2014    | 115     |
| Kaz podejrzewa, że nauczyciel WF, pan Patterson jest groźnym super złoczyńcą o nazwie Doktor Gniew i stara się to udowodnić Skylar. Tymczasem Oliver daje Alanowi jedzenie normalsów, które dla chłopaka ma kilka skutków ubocznych. Gościnnie: Brooke Sorenson jako Stefanie, Augie Isaac jako Gus, Windell D. Middlebrooks jako pan Patterson/Agent Blaylock |                                          |                                                 |                  |                                     |                      |                     |         |
| 18 | Fantasy League of Superheroes            | –                                               | Alfonso Ribeiro  | Clayton Sakoda Ian Heinrich         | 9 czerwca 2014       | nieemitowany        | 119     |
| 19 | Copy Kaz                                 | Kopia Kaza                                      | Alfonso Ribeiro  | Stephen Engel Vincent Brown         | 16 czerwca 2014      | 7 lutego 2015       | 120     |
| Kaz i Oliver muszą uczyć się do egzaminu Oddziału specjalnego dzięki, którym będą mogli ujrzeć głębsze tajemnice Oddziału specjalnego, a jeżeli go nie zdadzą to zostaną pokrojeni w kostkę. Tymczasem Wallace próbuje skopiować Kaza by ten zaprowadził ich do Oddziału specjalnego. Kopia Kaza podąża za niczego nie podejrzewającym Oliverem i dostaje się do Oddziału. Kiedy kopia Kaza próbuje ukraść amulet Horacemu ten myśląc, ze Kaz to zdrajca każe go złapać. Problem wynika gdy prawdziwy Kaz wraca do szpitala. Tymczasem Alan próbuje się umówić z dziewczyną więc prosi o pomoc Skylar. Ta jednak wkrótce zaczyna myśleć, że Alan tak naprawdę w niej się zakochał. Gościnnie: Randy i Jason Sklar jako Wallace i Clyde, Carlos Lacamara jako Horace Diaz |                                          |                                                 |                  |                                     |                      |                     |         |
| 20 | Guitar Superhero                         | –                                               | Rob Schiller     | Stephen Engel Mark Jordan Legan     | 23 czerwca 2014      | 4 października 2014 | 122     |
| Kaz i Oliver idą na koncert Jade. Przez dziwny wypadek ta zamienia się w superbohatera. Kaz i Oliver biorą ją pod swoje skrzydła i wprowadzają w świat Oddziału specjalnego. Tymczasem Jordan i Gus próbują uratować żaby przed pokrojeniem na lekcji Biologii. Gościnnie: Augie Isaac jako Gus, Cozi Zuehlsdorff jako Jordan, Chris Elwood jako Titanio, Lori Alan jako pani Gleason, Scott Connors jako Soul Slayer Gość specjalny: Debby Ryan jako Jade/Remix Nieobecny: Devan Leos jako Alan Diaz |                                          |                                                 |                  |                                     |                      |                     |         |
| 21 | Free Wi-Fi                               | Problemy z Wi-Fi                                | Jon Rosenbaum    | Jim Bernstein Andy Schwartz         | 30 czerwca 2014      | 27 września 2014    | 118     |
| Kaz szuka dysku myśląc, że zawiera przewodnik badań Olivera do testu, ale okazuje się, że uwięziony jest w nim złoczyńca o nazwie Wi-Fi. Kaz podłącza dysk do swojego laptopa, ale Wi-Fi wkracza w świat fizyczny i więzi Kaza w komputerze. Tymczasem Alan chce poznać swojego ojca. Gościnnie: Carlos Lacámara jako Horace Diaz, Karan Soni jako Benny, Chris Elwood jako Titanio, Mike Beaver jako Nelson, John Griffin as Wi-Fi |                                          |                                                 |                  |                                     |                      |                     |         |
| 22 | Two Writers Make A Wrong                 | O jednego autora za dużo                        | Rob Schiller     | Clayton Sakoda Ian Heinrich         | 7 lipca 2014         | 14 lutego 2015      | 123     |
| Kiedy Horace skarży się na spadek kupna komiksów Kaz i Oliver pomagają pisać komiksy, by Oddział specjalny nie upadł. Ale ich zmienione wersje historii powodują problemy w społeczności superbohaterów. Gościnnie: Carlos Lacámara jako Horace Diaz, Oliver Muirhead jako Ambroży, Elisha Yaffe jako Bob, Bruno Gunn jako Dreadlock, Ben Giroux jako Dark Warrior |                                          |                                                 |                  |                                     |                      |                     |         |
| 23 | Are You Afraid of the Shark?             | CZy boisz się rekina?                           | Adam Weissman    | Vincent Brown                       | 18 lipca 2014        | 20 września 2014    | 116     |
| Skylar i Oliver opiekują się zwierzątkiem Horacego - rekinem Dawgiem, ale kiedy Oliver źle karmi Dawga ten zamienia się w człowieka rekina i zaczyna siać spustoszenie w Oddziale specjalnym. Gościnnie: Carlos Lacámara jako Horace Diaz, Augie Isaac jako Gud, Randy i Jason Sklar jako Wallace i Clyde, Anjali Bhimani jako dr Most, Noah James Butler jako Dawg, Tom Detrinis jako inspektor |                                          |                                                 |                  |                                     |                      |                     |         |
| 24 | The Pen is Mighty Med-ier Than the Sword | Pióro mocniejsze niż miecz                      | Stephen Engel    | Amanda Steinhoff Sarah Jeanne Terry | 21 lipca 2014        | 21 lutego 2015      | 124     |
| Kaz kradnie Horacemu pióro-pandorium dzięki któremu narysowane przedmioty materializują się. Chce dać Stefanie drogi naszyjnik, który narysował. Gdy Stefanie go dostaje umawia się z nim. Problem wynika, gdy Horace mówi, że przedmioty i tak po jakimś czasie znikają, a ponadto Kaz gubi pióro. Znajduje je Gus, który rysuje postacie do swojej gry video. Tymczasem Oliver przyrządza miksturę, która może pomóc odzyskać Skylar supermoce. Kiedy mikstura nie działa, Oliver by nie zranić przyjaciółki mówi jej, że jest niewidzialna. Gościnnie: Augie Isaac jako Gus, Carlos Lacámara jako Horace Diaz, Brooke Sorenson as Stefanie Nieobecny: Devan Leos jako Alan Diaz |                                          |                                                 |                  |                                     |                      |                     |         |
| 25-26 | There’s Storm Coming                     | Nadciąga burza                                  | Rich Correll     | Jim Bernstein Andy Schwartz         | 15 września 2014     | 28 lutego 2015      | 125 126 |
| Mija jeden rok odkąd Skylar jest na Oddziale, więc Oliver wraz z pomocą Kaza postanawia urządzić jej imprezę z tej okazji. Chłopaki dowiadują się od Horace’a, że jeżeli superbohater nie używa przez rok swoich mocy to zginie. Oliver przestraszony, że Skylar może zginąć postanawia odzyskać jej moce za wszelką cenę. Razem z Kazem idą do więzienia na Oddziale by porozmawiać z Experionem i dowiedzieć się gdzie ukrywa się Annihilator. Kiedy udaje im się wyciągnąć informacje od złoczyńcy, idą do Annihilatora by zabrać moce Skylar. Nie wiedzą jednak, że Kaz zostawił w więzieniu telefon i Experion postanawia z jego pomocą uciec. Wallace i Clyde znajdują w domenie komiks o Oddziale, który niegdyś zostawił tam Alan i postanawiają się z nim skontaktować by dowiedzieć się gdzie jest Oddział. Razem manipulują go by przyniósł im połówkę medalionu, który nosi Horace. W ten sposób będą mogli się zamienić w jednego, potężnego złoczyńce. Alan przynosi im medalion i mówi im gdzie jest Oddział. Wallace i Clyde związują go i idą do Oddziału by się zemścić na Horacym. W kryjówce Annihilatora, Kaz i Oliver odnajdują moce Skylar, jak i innych superbohaterów. Gdy starają się wyjść z kryjówki natykają się na Annihilatora, jednak udaje im się uciec. Chłopaki przybywają do Oddziału z mocami Skylar. Dają jej je, jednak zanim Skylar je sobie przywraca pojawia się Annihilator. Skylar zaczyna z nim walczyć. Na Oddziale pojawiają się także Experion z Megahertzem, którzy uciekli z więzienia oraz Wallace i Clyde jako jednolity złoczyńca, Katastrof. Zaczyna się wielka bitwa w szpitalu. Alan ucieka z Domeny i przychodzi do szpitala. Rozłącza medalion powodując, że Katastrof z powrotem zmienia się w Wallace’a i Clyde’a. Experion i Megahertz zostają pokonani. Skylar podstępem pokonuje Annihilatora. Po walce Kaz i Oliver widzą, że Wallace i Clyde byli złoczyńcami. Straże prowadzą przykutego kajdankami Annihilatora. Kiedy Skylar otwiera tubę ze swoimi mocami, odzyskuje je. Wkrótce zaczyna dziać się coś dziwnego i Skylar staje się zła. Okazuje się, że Annihilator podmienił jej moce. Skylar ratuje Annihilatora. Od teraz Skylar jest pod jego kontrolą i pracuje dla niego... Gościnnie: Augie Isaac jako Gus, Carlos Lacámara jako Horace Diaz, Randy i Jason Sklar jako Wallace i Clyde, Jeremy Howard jako Filip, Chase Austin jako Experion, James Ryen jako Megahertz, Derek Mears jako Katastrof, David Soblov i Morgan Benoit jako Annihilator |                                          |                                                 |                  |                                     |                      |                     |         |

### Sezon 2: 2014–2015
Dnia 22 maja 2014 roku oficjalnie ogłoszono iż powstanie 2 sezon serialu. Kręcenie rozpoczęło się w lipcu 2014 roku, a zakończyło w lutym 2015 roku.
- Sezon ten zawiera 22 odcinki
- Bradley Steven Perry, Jake Short i Paris Berelc są obecni we wszystkich odcinkach.
- Devan Leos jest nieobecny w 2 odcinkach.
- Augie Isaac dołącza do głównej obsady i jest nieobecny w 4 odcinkach.
- W sezonie pojawia się crossover z serialem Szczury laboratoryjne o nazwie Lab Rats vs. Mighty Med

| 27-28 | How the Mighty Med Have Fallen   | Początek końca                     | Rich Correll       | Jim Bernstein Andy Schwartz                                 | 20 października 2014 | 27 kwietnia 2015 | 201 202 |
| Po wydarzeniach z poprzedniego odcinka Kaz i Oliver muszą stawić czoło Annihilatorowi oraz Skylar, która stała się zła. Chłopaki uciekają z rąk złoczyńcy i wraz z Alanem postanawiają ewakuować się ze szpitala, jednak szybko zostają złapani przez Skylar i zamknięci w więzieniu. Trafiają na Megahertza, który postanawia im pomóc. Okazuje się, że Skylar użyła swojego pola siłowego by oddzielić szpital od świata zewnętrznego, a jedyną rzeczą, która może złamać siłową barierę jest Kryształ krelna, który znajduje się w domenie, więc Titanio postanawia go zdobyć. Gdy to mu się udaje, on, jak i wielu innych superbohaterów staje do walki z Annihilatorem i Skylar, jednak kiedy złoczyńcy są już prawie pokonani, Skylar używa tuby czasu by cofnąć się do wydarzeń po tym jak odzyskała moce. Teraz tylko ona i Annihilator wiedzą, że Skylar jest zła... Gościnnie: Carlos Lacámara jako Horace Diaz, David Sobolov i Morgan Benoit jako Annihilator, James Ryen jako Megahertz, Chris Elwood jako Titanio, Cozi Zuehlsdorff jako Jordan |                                  |                                    |                    |                                                             |                      |                  |         |
| 29 | Lair, Lair                       | Kryjówka                           | Rich Correll       | Mark Jordan Legan Vincent Brown                             | 24 października 2015 | 28 kwietnia 2015 | 203     |
| Kaz i Oliver chcą wrócić do kryjówki Annihilatora by zabrać moce bohaterów i przywrócić im je, jednak Skylar używa swojej mocy do tworzenia portali i więzi Kaza i Olivera w kosmosie, więc sama ma czas by podmienić moce. Tymczasem Alan uczestniczy w halloweenowej imprezie normalsów. Gościnnie: Carlos Lacámara jako Horace Diaz, David Sobolov i Morgan Benoit jako Annihilator, Jilon VanOver jako Tecton, Jeremy Howard jako Filip |                                  |                                    |                    |                                                             |                      |                  |         |
| 30 | Mighty Mole                      | Kret specjalny                     | Rob Schiller       | Clayton Sadoka Ian Weinreich                                | 3 listopada 2014     | 29 kwietnia 2015 | 204     |
| Kaz i Oliver chcą się dowiedzieć kto jest wspólnikiem Annihilatora. Agent Blaylock podejrzewa właśnie Olivera. Ten stara mu się udowodnić, że jest niewinny. Wkrótce Agent Blaylock odkrywa, że to Skylar jest wspólnikiem Annihilatora, więc ta zamienia go w kamień. Potem Kaz i Oliver także to odkrywają, ale postanawiają jeszcze tego nikomu nie mówić. Gościnnie: Carlos Lacámara jako Horace Diaz, David Sobolov i Morgan Benoit jako Annihilator, Windell D. Middlebrooks jako Agent Blaylock, Mike Bradecich jako Neo Cortex |                                  |                                    |                    |                                                             |                      |                  |         |
| 31 | The Claw Prank Redemption        | Zemsta w odwecie                   | Rob Schiller       | Stephen Engel Vincent Brown                                 | 10 listopada 2014    | 30 kwietnia 2015 | 205     |
| Kaz i Oliver już wiedzą, że Skylar jest zła, ale ona nie wie, że oni wiedzą. Wkrótce Skylar zaprasza Olivera na bal. Kaz orientuje się, że to część planu Skylar, ale Oliver tego nie widzi, więc Kaz podaje się za złoczyńce by dostać się do więzienia w Oddziale i wyciągnąć informacje od Wallacego i Clyde’a. Kaz dowiaduje się, że jeśli Oliver pocałuje Skylar, ta umrze, jednak Oliver nie chce tego robić, ale pod presją zgadza się by uratować miasto przed Skylar i Annihilatorem. Okazuje, się jednak, że po pocałunku to nie Skylar zginie, a Oliver, więc Kaz stara się ostrzec przyjaciela. Przed pocałunkiem Skylar rezygnuje, nie chcąc zabijać przyjaciela, lecz mówi Annihilatorowi, że Oliver nie żyje. Gościnnie: Jeremy Howard jako Filip, Cozi Zuehlsdorff jako Jordan, Randy i Jason Sklar jako Wallace i Clyde, David Soblov i Morgan Benoit jako Annihilator |                                  |                                    |                    |                                                             |                      |                  |         |
| 32 | Do You Wanna Build a Lava-Man?   | W krainie lawo-bałwanów            | Jody Margolin Hahn | Stephen Engel Mark Jordan Legan                             | 1 grudnia 2015       | 1 maja 2015      | 206     |
| Kaz i Oliver starają się powstrzymać Annihilatora i Skylar więc szukają w komiksach o Annihilatorze jego historii. Postanawiają lecieć na Calderę, rodzinną planetę Skylar. Spotykają tam Starca Hapaxa, starego nauczyciela Annihilatora. Problem wynika, gdy Skylar i Annihilator przybywają na Calderę i stają twarzą w twarz z Kazem i Oliverem. Tymczasem Optimo przybywa do Oddziału specjalnego. Jego życie jest zagrożone i jedynym ratunkiem dla niego jest cząstka DNA kogoś bliskiego. Pada na Alana, ale Horace próbuje tak pobrać próbkę by Alan nie dowiedział się, że Optimo to jego ojciec. Gościnnie: Carlos Lacámara jako Horace Diaz, David Sobolov i Morgan Benoit jako Annihilator, Mike Beaver jako Optimo, Devan Leos jako Hapax Nieobecny: Augie Isaac jako Gus |                                  |                                    |                    |                                                             |                      |                  |         |
| 33 | Storm’s End                      | Koniec burzy                       | Jody Margolin Hahn | Jim Bernstein Andy Schwartz                                 | 5 stycznia 2015      | 4 maja 2015      | 207     |
| Kaz, Oliver i Hapax stają do walki ze Skylar i Annihilatorem. W końcu Skylar sprzeciwia się Annihilatorowi i postanawia go zabić, gdyż teraz to ona jest potężniejsza od niego. Ten we wściekłości bardzo ciężko ją rani. Hapax zabija Annihilatora po czym odbiera moce Skylar, więc ani ona ani inni bohaterowie kontrolowani przez Annihilatora nie są już źli. Okazuje się, że życie Skylar zaczyna umierać. Kaz i Oliver przybywają z nią na oddział specjalny, gdzie Horace mówi, że Skylar umarła. Oliver nie może tego znieść i prosi Horacego by coś zrobił. Ten ujawnia, że to on jest Caduceo, legendarny uzdrowiciel superbohaterów i wskrzesza Skylar zdradzając, że może wskrzesić już tylko jedną osobę. Gościnnie: Carlos Lacámara jako Horace Diaz, Jilon VanOver jako Tecton, David Sobolov i Morgan Benoit jako Annihilator, Devan Leos jako Hapax Nieobecny: Devan Leos jako Alan Diaz |                                  |                                    |                    |                                                             |                      |                  |         |
| 34 | Future Tense                     | Czas przyszły                      | Jon Rosenbaum      | Clayton Sadoka Ian Weinreich                                | 12 stycznia 2015     | 5 maja 2015      | 209     |
| Kaz z przyszłości przybywa do teraźniejszości by ostrzec Kaza i Olivera, że w przyszłości Oliver będzie złoczyńcą. Przez jedno małe wydarzenie w domenie Oliver zmienia przyszłości i to teraz Kaz z przyszłości jest złoczyńcą. Tymczasem Skylar stara się by superbohaterowie na nowo ją polubili po tym co robiła, gdy była zła. Alan jednak próbuje ją kompromitować i sprawić by wszyscy jej nienawidzili, gdyż nie jest on teraz najmniej lubiany w Oddziale. Gościnnie: Jeremy Howard jako Filip, Kevin Linehan jako Kaz z przyszłości |                                  |                                    |                    |                                                             |                      |                  |         |
| 35 | Stop Bugging Me                  | Insekt - twój wróg                 | Jon Rosenbaum      | Mark Jordan Legan Vincent Brown                             | 4 marca 2015         | 6 maja 2015      | 208     |
| Kiedy Oliver, Skylar, Gus i Alan mają robić w szkole projekt Kaz zostaje sam w Oddziale specjalnym. Oliver nie jest pewny czy Kaz da sobie radę, więc montuje kamerę i ma podgląd na to co się dzieje w szpitalu. Kiedy dostrzega zabójczego żuka w szpitalu biegnie tam by ostrzec Kaza. Gdy Oliver tam dociera żuk gryzie Kaza. Okazuje się jednak, że to była tylko nauczka dla Olivera, który zamontował tam kamerę, jednak problem wynika, gdy prawdziwy żuk gryzie Olivera, więc Kaz musi uratować mu życie. Tymczasem Gus, Alan i Skylar robią projekt. Gościnnie: Bradley Dodds jako kapitan Atom |                                  |                                    |                    |                                                             |                      |                  |         |
| 36 | Less Than Hero                   | Mniej niż bohater                  | Jon Rosenbaum      | Jim Bernstein Andy Schwartz                                 | 11 marca 2015        | 7 maja 2015      | 210     |
| By rozweselić Skylar po utracie mocy Oliver namawia ją do tego by stanęła w turnieju tanecznym z domenie, jednak kiedy się okazuje, że Skylar potrafi tańczyć równie dobrze co Oliver, ten czuje się zagrożony. Tymczasem Kaz i Horace organizują w Oddziale konkurs na nowego superbohatera. Kaz wybiera Freda, który nie jest zbyt rozgarnięty. Kiedy Fred zostaje schwytany przez złoczyńce, Kaz i Alan ruszają mu na ratunek. Gościnnie: Carlos Lacámara jako Horace Diaz, Mustafa Shakir jako Pułapkarz, Erik A. Williams jako Fred |                                  |                                    |                    |                                                             |                      |                  |         |
| 37 | Oliver Hatches the Eggs          | Oliver składa jaja                 | Linda Mendoza      | Stephen Engel Vincent Brown                                 | 25 marca 2015        | 27 czerwca 2015  | 211     |
| Oliver musi opiekować się bardzo cennymi jajami superbohaterki, więc Kaz stara się mu pomóc ukryć ten fakt w szkole. Problem wynika, gdy pewien złoczyńca chce ukraść jaja. Tymczasem Skylar, Alan i Horace chcą uratować szpital przed zamknięciem. Gościnnie: Brett Wagner jako Nagród Łowca, Carlos Lacámara jako Horace Diaz |                                  |                                    |                    |                                                             |                      |                  |         |
| 38 | Sparks Fly                       | Iskra miłosna                      | Adam Weissman      | Stephen Engel Andy Schwartz                                 | 1 kwietnia 2015      | 28 czerwca 2015  | 212     |
| Kaz zaczyna się spotykać z superbohaterką o imieniu Iskra, ale po randce orientuje się, że Iskra miewa napady gniewu, więc Kaz boi się z nią zerwać dla swojego dobra, Wpada na pomysł by Oliver udawał, że Kaz nie żyje, ale nie wszystko idzie po ich myśli. Gościnnie: Carlos Lacámara jako Horace Diaz, Jeremy Howard jako Filip, Gianna LePera jako Iskra, Morgan Benoit jako Nightstrike Nieobecny: Devan Leos jako Alan Diaz |                                  |                                    |                    |                                                             |                      |                  |         |
| 39 | Wallace & Clyde: A Grand Day Out | Wallace i Clyde odzyskują wolność  | Rich Correll       | Jim Bernstein Mark Jordan Legan                             | 7 kwietnia 2015      | 29 czerwca 2015  | 214     |
| Oliver chce udowodnić Horace’owi, że Wallace i Clyde na zawsze porzucili zło. Problem wynika, gdy złoczyńca Tępiciel porywa Horacego i podejrzani o to są Wallace i Clyde. Tymczasem Kaz stara się znaleźć sposób by zyskać supermoce. Gościnnie: Carlos Lacámara jako Horace Diaz, Randy i Jason Sklar jako Wallace & Clyde, Jeremy Howard jako Filip, Pattorn Oswald jako Tępiciel Nieobecni: Devan Leos jako Alan Diaz, Augie Isaac jako Gus |                                  |                                    |                    |                                                             |                      |                  |         |
| 40 | The Key to Being a Hero          | Klucz do bohaterstwa               | Adam Weissman      | Stephen Engel Andy Schwartz                                 | 15 kwietnia 2015     | 30 czerwca 2015  | 213     |
| Kiedy superbohater Klucznik przechodzi na emeryturę oddaje swój klucz dzięki, któremu miał supermoce pod opiekę Skylar. Kaz w zazdrości kradnie jej klucz. Tymczasem Oliver poznaje nowego chłopaka swojej matki, którym okazuje się być Horace. Wkrótce Horace oświadcza się matce Olivera. Gościnnie: Carlos Lacámara jako Horace Diaz, Jamie Denbo jako Bridget, Casey Campbell jako Klucznik, David Mattey jako Arcyrzeźnik Nieobecny: Augie Isaac jako Gus |                                  |                                    |                    |                                                             |                      |                  |         |
| 41 | New Kids Are the Docs            | Konkurencja na oddziale            | Kenny Byerly       | Stephen Engel                                               | 1 lipca 2015         | 3 listopada 2015 | 219     |
| Nastoletni normalsi, Chaz i Gulliver dostają się do Oddziału specjalnego. Dzięki swojej wiedzy Horace zatrudnia ich i zważając na to, że Chaz i Gulliver są mniejszymi wydatkami niż Kaz i Oliver, zwalnia Kaza i Olivera. Przyjaciele starają się wrócić na Oddział. Dowiadują się, że Chaz i Gulliver nie są normalsami, tylko złoczyńcami, którzy chcą zmanipulować Horacego by wskrzesił złoczyńcę, którego Kaz i Skylar niegdyś zabili. Gościnnie: Carlos Lacámara jako Horace Diaz, Elliott Carr jako Chaz, Harrison Boxley jako Gulliver |                                  |                                    |                    |                                                             |                      |                  |         |
| 42 | It’s a Matter of Principal       | Sprawa dyrektora                   | Gregory Hobson     | Stephen Engel Vincent Brown                                 | 8 lipca 2015         | 4 listopada 2015 | 215     |
| Gdy Kapitan Atom zostaje nowym nauczycielem Historii pod fałszywą przykrywką, Jordan zaczyna podejrzewać, że to naprawdę Kapitan Atom. Kaz i Oliver starają się sprawić by dyrektor zwolnił Atoma, gdyż nie chcą narazić superbohaterów. Wkrótce okazuje się, że dyrektor Howard to android, który więzi Jordan i chce wyciągnąć od niej informacje na temat Oddziału nie wiedząc, że ona tam nie pracuje. Jordan domyśla się, że Kaz i Oliver pracują w szpitalu dla superbohaterów. Howard wykorzystuje Jordan jako przynętę, więc Kaz, Oliver i Atom ruszają jej na ratunek. Po walce z dyrektorem, Jordan traci przytomność i nie pamięta, że Kaz i Oliver pracują na Oddziale. Tymczasem Stefanie domyśla się, że Connie Valentine to tak naprawdę przykrywka i Skylar ukrywa swoją prawdziwą tożsamość. Dziewczyna próbuje coś zrobić, by Stefanie nie odkryła kim jest naprawdę. Gościnnie: Cozi Zuehlsdorff jako Jordan, Brooker Sorenson jako Stefanie, Bradley Dodds jako kapitan Atom, Matt Price jako dyrektor Howard Nieobecny: Devan Leos jako Alan Diaz |                                  |                                    |                    |                                                             |                      |                  |         |
| 43 | Living the Dream                 | Sen na jawie                       | Shannon Flynn      | Jim Bernstein Andy Schwartz                                 | 15 lipca 2015        | 5 listopada 2015 | 216     |
| Obok szkoły prowadzone są prace remontowe. Oliver przez przypadek wpada do wykopanej tam dziury. Wkrótce zaczyna mieć dziwne wizje na temat Arcturionu, kosmicznego kamienia, dzięki któremu można zyskać supermoce. Oliver postanawia wydać komiks na jego podstawie, jednak by chronić swą prywatność wymyśla tajny pseudonim, Benek Gajer. Komiks cieszy się dużą popularnością, jednak wkrótce dwójka złoczyńców pracujących dla złoczyńcy o imieniu Mr. Terror porywają Kaza, myśląc, że to on jest autorem i starają się wyciągnąć od niego informacje na temat kamienia. Gościnnie: Carlos Lacámara jako Horace Diaz, Jilon VanOver jako Tecton, John J. Joseph jako Mort, Richard Epcard jako Mr. Terror (głos), Oliver Muirhead jako Ambroży |                                  |                                    |                    |                                                             |                      |                  |         |
| 44 | Lab Rats vs. Mighty Med          | Szczury laboratoryjne na pokładzie | Rich Correll       | Mark Brazil Vincent Brown Clayton Sakoda Ian Weinreich      | 22 lipca 2015        | 2 listopada 2015 | 220     |
| Gdy bohaterowie docierają na Oddział specjalny przedstawiają Szczury Horacemu i Skylar. Horacy na boku mówi Kazowei, że nie da rady uratować Chase’a, gdyż nie zna się na bionicznych chipach. Skylar staje się zazdrosna, gdy Bree flirtuje z Oliverem. Oliver, Adam, Bree i Skylar idą do siłowni na Oddziale, podczas gdy Leo i Kaz zostają z Chase’em. W siłowni Skylar przedstawia im Crushera, najsilniejszego człowieka we wszechświecie, który dźwiga ciężary. Bree twierdzi, że Adam jest silniejszy. Postanawia pokazać to nowym znajomym. Adam podchodzi do ciężarka i ogląda go chwilę, gdy nagle jedną ręko podnosi go i rzuca ciężarek. Ten spada na Crushera miażdżąc go. Oliver namierza Incapacitatora, który znajduje się na wieży Eiffla i razem z Bree, Skylar i Adamem teleportują się tam. Na wieży Eiffla nie ma złoczyńcy, ale Adam przez przypadek zrzuca teleporter z wieży w efekcie czego nie mają jak wrócić. Okazuje się, że złoczyńca jest na wieży Eiffla w Las Vegas. Płyną przez ocean rowerem wodnym, który prowadzi Bree dzięki swojej super szybkości. Zastają tam Incapacitatora, który jest bliski wykorzystania przeciwko światu transpondera energii. W Oddziale Kaz wpada na pomysł, w którym ma oddać trochę mózgu Chase’owi. Zabieg się udaje, ale Chase tymczasowo ma trochę inteligencji Kaza. Na wieży Incapacitator klonuje się tworząc dwie nowe wersje, które walczą z bohaterami. Gdy jedna kopia jest bliska zabicia Skylar nagle pojawiają się Leo, Chase i Kaz. Leo uderza jednego klona. Kaz każe Chase’owi pokonać złoczyńce energią z ciała. Incapacitator wysysa z Chase’a energię, która wykańcza złoczyńce. Świat jest uratowany. Wszyscy wracają na Oddział. Tam Skylar mówi Kazowi, że lubi Olivera. Szczury wracają do domu. Gościnnie: Carlos Lacámara jako Horace Diaz, Jilon VanOver jako Tecton, Damion Poitier jako Incapacitator, Esteban Cueto jako Szary Granit, Jenelle McKee jako Gamma Girl Goście specjalni: Billy Unger jako Chase Davenport, Kelli Berglund jako Bree Davenport, Spencer Boldman jako Adam Davenport, Tyrel Jackson Williams jako Leo Dooley Nieobecni: Devan Leos jako Alan Diaz, Augie Isaac jako Gus |                                  |                                    |                    |                                                             |                      |                  |         |
| 45 | Thanks for the Memory Drives     | Chwała chipowi                     | Rich Correll       | Stephen Engel i Mark Jordan Legan                           | 12 sierpnia 2015     | 6 listopada 2015 | 217     |
| Kaz i Skylar starają się odnaleźć dysk pamięci by móc dowiedzieć się coś o Terrorze. W szkole okazuje się, że dyski pamięci mają wszyscy uczniowie i trudno będzie im je odebrać, jednak znajdują szybko pomysł. Nagle przychodzi tam Mort ze swoim pomocnikiem i stają do walki z Kazem i Skylar. Tymczasem Oliver, Alan i Horace przymierzają garnitury na ślub Bridget i Horace’a, ale kiedy Oliver dostaje SMS- a od Kaza chce wyjść, ale oni mu nie pozwalają. Pod koniec odcinka Mr. Terror jest wściekły na Morta i jego pomocnika, że nie zabili Quimby’ego Fletchera i każe im to zrobić. Okazuje się, że to matka Olivera jest przywódcą wszystkich złoczyńców o nazwie Mr. Terror i nie wie, że to Oliver jest Benkiem Gajerem. Gościnnie: Carlos Lacámara as Horace Diaz, Cozi Zuehlsdorff jako Jordan, Matt Price jako dyrektor Howard, John J. Joseph jako Mort, Jamie Denbo jako Bridget/Mr. Terror, Richard Epcard jako Mr. Terror (głos) |                                  |                                    |                    |                                                             |                      |                  |         |
| 46 | The Dirt on Kaz & Skylar         | Do piachu                          | Linda Mendoza      | Amanda Steinhoff i Sarah Jeanne Terry                       | 19 sierpnia 2015     | 9 listopada 2015 | 218     |
| Kaz i Skylar starają się odnaleźć Arcturion, mistyczny kamień, który dzięki któremu można nabyć supermoce. Orientują się, że kamień może być ukryty obok szkoły. Trafiają na zakopany statek kosmiczny i wchodzą do niego, jednak Gus przypadkowo zasypuje dziurę, więżąc tym samym Kaza i Skylar w środku. Tymczasem Oliver jest przerażony, że jest celem Mr. Terrora, więc Megahertz postanawia być jego ochroniarzem. Megahertz ratuje Olivera przed Mortem. Pod koniec odcinka Kaz i Skylar wychodzą z Acrturionem z pułapki. Nagle spotykają Olivera i Megahertza. Gdy Megahertz widzi Arcturion to chce go zabrać, ale Oliver, Kaz i Skylar pokonują go i zabiera go straż z Oddziału. Później Kaz pakuje Arcturion do plecaka, ale Gus przez nieuwagę zabiera plecak Kaza. Gościnnie: James Ryen jako Megahertz, John J. Joseph jako Mort, Matthew Jeager jako Hologram Nieobecny: Devan Leos jako Alan Diaz |                                  |                                    |                    |                                                             |                      |                  |         |
| 47-48 | The Mother of All Villains       | Królowa złoczyńców                 | Rich Correll       | Mark Jordan Legan Vincent Brown Jim Bernstein Andy Schwartz | 9 września 2015      | 22 lutego 2016   | 221 222 |
| Nadchodzi długo oczekiwany dzień ślubu Bridget i Horacego. Kaz i Skylar spostrzegają, że plecak, który przynieśli na Oddział to plecak Gusa, a on ma właśnie ich plecak, w którym znajduje się Arcturion. Chcą go za wszelką cenę odzyskać. Oliver nie jest zadowolony ze ślubu Horacego i swojej matki. Stara się ukryć swoją niechęć. Kiedy Kaz i Skylar są w Domenie spotykają Kaza. Kaz podmienia plecaki i odzyskuje Arcturion. Nagle przychodzi Oliver. Gdy Oliver, Kaz i Skylar są w Domenie nagle pojawia się na zewnątrz mnóstwo złoczyńców, którzy chcą Arcturion. Kaz, Oliver i Skylar stają z nimi do walki. Kiedy wrogowie prawie zyskują Arcturion, Kaz rzuca plecak z nim na ziemie co powoduje, że wszyscy znajdujący się tam złoczyńcy chcą go mieć i ranią siebie nawzajem. Przyjaciele uciekają. Na Oddziale Alan szuka idealnego prezentu ślubnego. Kiedy widzi Arcturion zabiera go nie wiedząc co to jest. Kaz i Skylar są przerażeni, gdy widzą, że nie ma Arcturiona. Idą go szukać. Docierają do pokoju hotelowego, w którym mieszka Bridget, Horace, Oliver i Alan. Tam dowiadują się od Alana, że to on ma Arcturion, ale problem w tym, że jest zapakowany w takie same opakowania jak inne prezenty. Oliver, Kaz i Skylar szukając przedmiotu znajdują strój Mr. Terrora i domyślają się, że to matka Olivera nim jest. Oliver jest przerażony. Kaz i Skylar nadal szukają Arcturionu. Nadchodzi ślub Horacegjo i Bridget. Okazuje się, że Gus będzie prowadził ceremonie. Oliver mówi Bridget, że to on jest Benkiem Gajerem. Ona jest przerażona. Gdy Horace udaje, że Alan to jego syn, Optimo denerwuje się i wyznaje, że to on jest ojcem Alana. Wszyscy są zdumieni. Optimo i Horace gonią Alana, który uciekł do pokoju. Ten zamyka się z nimi tam i cieszy się, że poznał swojego ojca, a jeszcze bardziej cieszy się z tego, że nie jest w połowie normalsem. Na Ziemie przybywa Starzec Hapax. Kaz i Skylar znajdują Arcturion, ale nagle pojawiają się złoczyńcy i chcą go mieć. Bridget też chce go przejąć. Superbohaterowie walczą ze złoczyńcami, podczas gdy Kaz, Oliver i Skylar starają się ukryć Arcturion przed nimi. Kiedy wszyscy złoczyńcy zostają pokonani i zabrani do więzienia, Bridget otwiera Arcturion by zyskać jego moc. Kaz i Oliver chcą ją powstrzymać. Energia z przedmiotu jest tak silna, że zabija Bridget. Horace dociera na ceremonie. Kiedy widzi martwą Bridget używa mocy Caduceo by ją ratować. Nie wie jednak, że jest ona zła. Bridget ożywa, a Horace spostrzega, że jest ona zła. Hapax, Optimo, Horace, Alan, Kaz, Oliver i Skylar chcą ją powstrzymać. Bridget poważnie rani Optimo co doprowadza do wściekłości Alana. Bridget mówi, że teraz przejmie władzę nad światem i odlatuje. Na Oddziale leży Optimo i tam okazuje się, że on jest synem Hapaxa co znaczy, że Hapax to dziadek Alana. Chwilę później Kaz i Oliver zaczynają latać. Okazuje się, że przez energię z Arcturiona zyskali supermoce. Skylar jest wściekła. Kaz i Oliver próbują swojej supermocy. Gościnnie: Carlos Lacámara jako Horace Diaz, Devan Leos jako Hapax, Mike Beaver jako Nelson Gonzalez/Optimo, Jeremy Howard jako Filip, Jamie Danbo jako Mr. Terror/Bridget, Richard Epcar jako Mr. Terror (głos), John J. Joseph jako Mort, Morgan Benoit jako Nightstrike, David Mattey jako Slaughter Master Nota: Jest to ostatni odcinek serialu, który zakończył się cliffhangerem. Kontynuacja odcinka odbędzie się w serialu Lab Rats: Elite Force |                                  |                                    |                    |                                                             |                      |                  |         |